# Алексеев, Николай Сергеевич
Николай Сергеевич Алексеев (27 февраля (12 марта) 1914, Санкт-Петербург, Российская Империя — 24 июля 1992, Санкт-Петербург, Россия) — советский и российский правовед в области уголовного процесса и криминалистики, доктор юридических наук, профессор, декан юридического факультета Ленинградского государственного университета, заслуженный деятель науки РСФСР.

## Биография
Родился 12 марта 1914 года в Санкт-Петербурге в дворянской семье. Русский. После окончания средней школы работал на Ленинградском металлическом заводе. Получив рабочий стаж на заводе, поступил в Ленинградский юридический институт, окончил его с отличием и был направлен следователем в прокуратуру Октябрьской железной дороги.
В феврале 1940 года Куйбышевским РВК г. Ленинграда был призван в РККА и направлен рядовым бойцом в 4-й мотострелковый Краснознаменный полк внутренней охраны НКВД СССР имени Ф. Э. Дзержинского, затем исполнял обязанности заместителя политрука роты 2-го батальона. В составе батальона принял участие в присоединении Бессарабии и Северной Буковины к СССР. С началом Великой Отечественной войны полк дислоцировался в городе Киев. 27 июня 1941 года полк вошел в оперативное подчинение начальника охраны войскового тыла Юго-Западного фронта. 13 июля 1941 года при прорыве немецких войск к Киеву Алексеев был направлен на его ликвидацию в районе реки Ирпень. 16 июля 1941 года в районе села Белогородка был ранен и тяжело контужен. После излечения в госпитале направлен в распоряжение военной прокуратуры РККА в которой проходил службу на разных фронтах. В самый трудный период Ленинградской блокады (1942—1943 гг.) находясь в осажденном городе, нёс службу в органах военной прокуратуры. Член ВКП(б) с 1943 года. Войну закончил в должности военного прокурора 23-й отдельной железнодорожной бригады 2-го Белорусского фронта. В 1945—1946 годах Алексеев был помощником главного обвинителя от СССР Р. А. Руденко на Нюрнбергском процессе. В июне 1948 года капитан юстиции Алексеев был уволен в запас.
Вся последующая деятельность Алексеева неразрывно связана с юридическим факультетом Ленинградского государственного университета. В 1950 году он защитил кандидатскую диссертацию на тему: «Ответственность за уклонение от военной службы в истории русского права и в советском праве». Около трех лет Алексеев работал в ГДР профессором Германской академии государственных и правовых наук, читал лекции по уголовному праву и процессу в немецких вузах, причем на безукоризненном немецком языке. В 1959 году Германская академия государственных и правовых наук имени Вальтера Ульбрихта присвоила ему степень почетного доктора наук. Отдельной темой серьёзного научного интереса Алексеева являлась тема уголовной ответственности нацистских преступников. В 1962 году защитил докторскую диссертацию на тему: «Кодификация уголовного законодательства двух германских государств (ГДР и ФРГ)». Алексеев возглавлял кафедру уголовного процесса и криминалистики, одновременно избирался деканом юридического факультета (1964—1977 гг.). Являлся деканом факультета в период всего обучения на нём будущего президента России Владимира Путина. В 1963—1990 гг. Алексеев на общественных началах был ответственным редактором общесоюзного журнала «Правоведение». В 1960—70 гг. неоднократно выезжал в ФРГ в качестве эксперта по делам о нацистских военных преступниках, читал лекции, делал доклады и участвовал в симпозиумах и научных конференциях в ГДР, Польше, Чехословакии, ФРГ, Западном Берлине, Финляндии, Великобритании и других странах. Вплоть до последних дней жизни Алексеев интенсивно занимался научно-исследовательской работой. 23 июня 1992 года он в качестве докладчика принял активное участие в Международной конференции в Санкт-Петербурге, а за два дня до смерти закончил работу над машинописным текстом доклада для опубликования его в Лондоне.
Был ученым широкого научного кругозора, его творческие интересы не ограничивались какой-то одной узкой темой или каким-то одним направлением исследований. В орбиту его многогранной научной деятельности входили самые разнообразные и очень актуальные проблемы уголовного права, криминологии, уголовного процесса и криминалистики. Он принимал активное участие в написании и редактировании учебников по уголовному процессу и криминалистике, комментариев к уголовно-процессуальному законодательству. Много сил и энергии отдавал педагогической работе, интересно и глубоко профессионально читая лекционные курсы, руководя многочисленными дипломантами и аспирантами. За успешную педагогическую деятельность и подготовку научных кадров награждён почетной грамотой Ученого Совета ЛГУ, всего им подготовлено свыше 30 кандидатов и докторов наук, работающих в различных вузах нашей страны и за рубежом. Проявил себя и как очень активный общественный деятель. Он выполнял огромный объём общественной работы на самых различных её направлениях: был членом президиума Совета ветеранов Великой Отечественной войны ЛГУ, руководителем Ленинградского отделения общества советско-германской дружбы, членом комиссии по юридическим и философским наукам Комитета по Ленинским и Государственным премиям, членом Головного совета по юридическим наукам Министерства высшего и среднего специального образования РСФСР, руководителем правовой секции Совета ректоров Ленинграда и многих других государственных и общественных организаций и объединений.
Дочь Елена.

## Награды
- орден Отечественной войны 1-й степени (01.08.1986)[2][3]
- орден Отечественной войны 2-й степени (02.07.1945)[4]
- орден Красной Звезды (09.09.1944)[5]
  - медали в том числе:
  - «За оборону Ленинграда» (1944)[1]
  - «За оборону Киева» (1962)[6]
  - «За оборону Кавказа» (11.03.1949)[7]
  - «За Победу над Германией в Великой Отечественной войне 1941—1945 гг.» (1945)[8]
  - «За взятие Кёнигсберга» (1945)[8]
  - «Ветеран труда» (1974)[1]

Почетные звания и премии
- заслуженный деятель науки РСФСР[1]
- трижды лауреат премии Ленинградского государственного университета имени А. А. Жданова за лучшую научную работу[1]

Других стран
- орден «За заслуги перед Отечеством» (ГДР)[7]
- Крест Заслуги (ПНР)[1]

## Память
- Документы, отражающие боевой путь Алексеева, экспонируются в Центральном музее внутренних войск МВД СССР в Москве и в Мемориальном комплексе истории Великой Отечественной войны в Киеве[1].
- 29 июня 2024 года в Санкт-Петербурге на 6-й линии Васильевского острова на доме, в котором жил Алексеев, была открыта памятная доска[9].

## Краткий список работ Н. С. Алексеева
- Алексеев Н. С. Борьба с преступностью несовершеннолетних в Германской Демократической Республике. — М., 1959.
- Алексеев Н. С. Основы уголовного права Германской Демократической Республики / ЛГУ им. А. А. Жданова. — Л.: Изд-во ЛГУ, 1960. — 159 с.
- Алексеев Н. С.Ответственность нацистских преступников. — М.: Международные отношения, 1968. — 127 с.
- Алексеев Н. С. Злодеяния и возмездие: преступления против человечества. — М.: Юрид. лит., 1986. — 399 с.
- Алексеев Н. С., Лукашевич В. З. Советский уголовный процесс: учебник / ЛГУ им. А. А. Жданова. — Л.: Изд-во ЛГУ, 1989. — 472 с.
- Алексеев Н. С., Даев В. Г., Кокорев Л. Д. Очерк развития науки советского уголовного процесса. — Воронеж: Изд-во ВГУ, 1980. — 251 с.
- Алексеев Н. С., Макарова З. В. Ораторское искусство в суде / ЛГУ им. А. А. Жданова. — Л.: Изд-во ЛГУ, 1985. — 175 с.
- Комментарий к Уголовно-процессуальному кодексу РСФСР 1960 г. / авт. кол.: Н. С. Алексеев и др.; ЛГУ им. А. А. Жданова. — Л.: Изд−во ЛГУ, 1962. — 387 с.
- Алексеев Н. С. Основы уголовного судопроизводства Союза ССР и союзных республик и дальнейшее развитие уголовно-процессуального законодательства // Правоведение. — 1959. — № 2. — С. 95—104.
- Алексеев Н. С. Ответственность нацистских военных преступников // Правоведение. — 1965. — № 1. — С. 3—11.
- Алексеев Н. С. Нацистские преступления и современность // Правоведение. — 1985. — № 2. — С. 29—39.
- Алексеев Н. С. На путях создания правового государства // Правоведение. — 1989. — № 6. — С. 3—9.
- Алексеев Н. С., Лукашевич В. З. К реформе уголовного судопроизводства // Правоведение. — 1990. — № 4. — С. 72—77.